# 1899 az irodalomban
Az 1899. év az irodalomban.

## Megjelent új művek

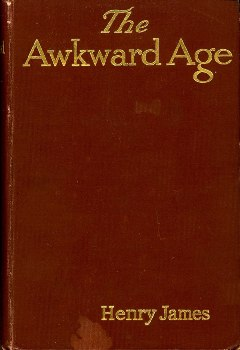
Henry James regénye (1899)

- Joseph Conrad kisregénye folytatásokban: A sötétség mélyén (Heart of Darkness)
- Anton Csehov elbeszélése: A kutyás hölgy (Дама с собачкой)
- André Gide: Prométhée mal enchaîné (A rosszul leláncolt Prometheusz)
- Makszim Gorkij első kisregénye: Foma Gorgyejev (Фома Гордеев)
- Hugo von Hofmannsthal osztrák szerző novellája: Reitergeschichte (Lovastörténet), ritmikus próza
- Henry James regénye: The Awkward Age (Serdülőkor)[1]
- Rudyard Kipling gyerektörténeteinek gyűjteménye: A három kópé (Stalky and Co.)
- Octave Mirbeau legsikeresebb regénye: Kínok kertje (Le Jardin des supplices)
- Eugène Le Roy francia író fő műve: Rebellis (Jacquou le Croquant) című regénye[2]
- Lev Tolsztoj regénye: Feltámadás (Воскресение)
- Jules Verne regénye: A különös végrendelet (Le Testament d'un excentrique)

### Költészet
- W. B. Yeats ír költő verseskötete: The Wind Amongst the Reeds (Szél a nádban)
- Oton Župančič szlovén költő, drámaíró verseskötete: Čaša opojnosti (A mámor kelyhe)

### Dráma
- Anton Csehov: Ványa bácsi (Дядя Ваня), bemutató  Moszkvában október 26-án (két évvel korábban jelent meg nyomtatásban)
- Georges Feydeau bohózata: Osztrigás Mici (La Dame de chez Maxim) ['A hölgy a Maximból'], bemutató
- Megjelenik Henrik Ibsen utolsó drámája: Ha mi, holtak, feltámadunk (Når vi døde vågner); bemutató 1900. januárban
- G. B. Shaw színművei:
  - Caesar és Kleopátra (Caesar and Cleopatra), bemutató márciusban
  - 1897-ben írt darabja: Sosem lehet tudni (You Never Can Tell), bemutató novemberben

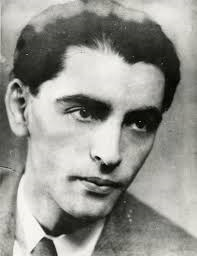
Sárközi György

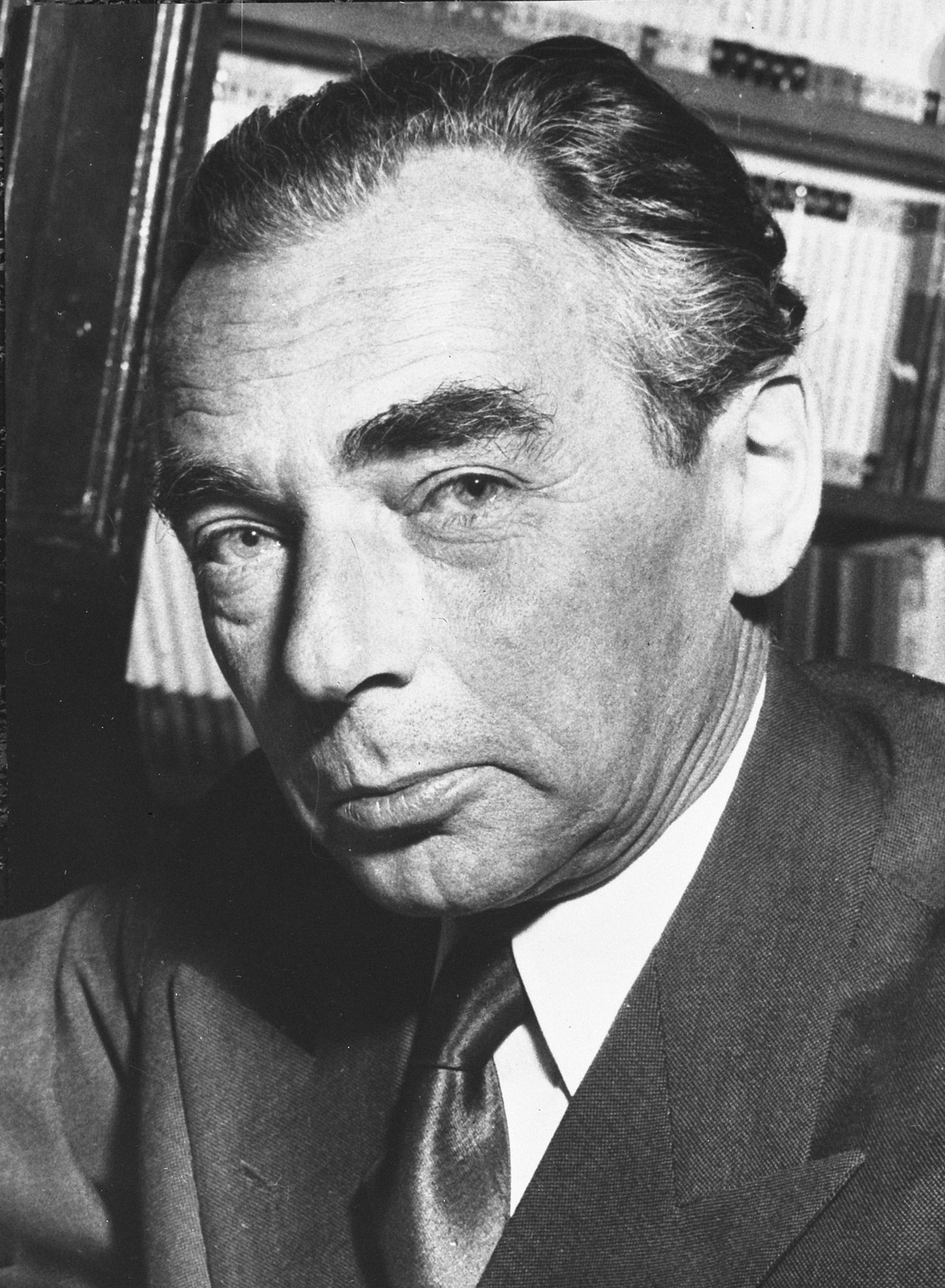
Erich Kästner

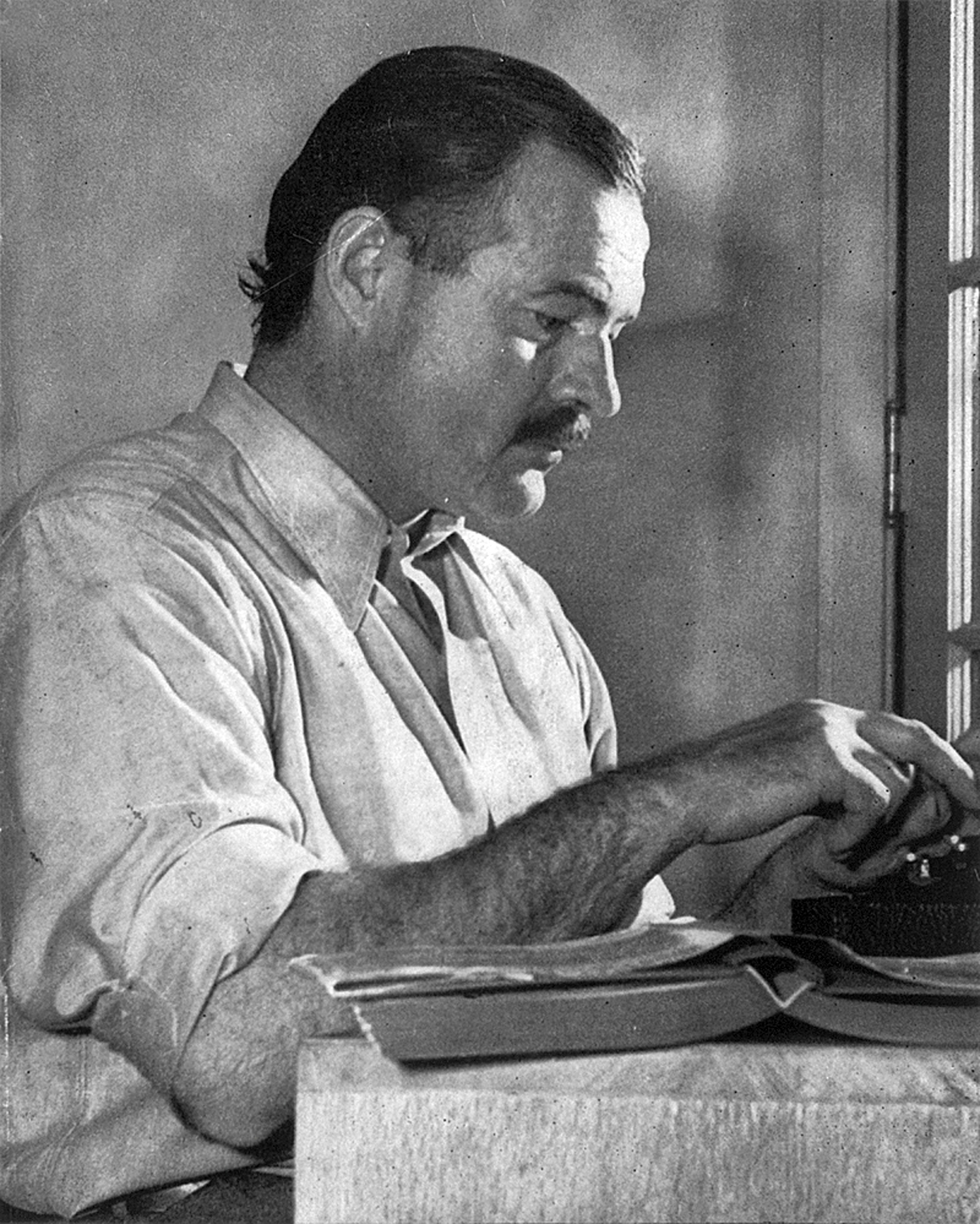
Ernest Hemingway

- Romain Rolland drámája: Danton

### Magyar nyelven
- Eötvös Károly: Utazás a Balaton körül (Visszaemlékezés egy régi társas kirándulásra: útleírás és emlékirat, valóság és képzelet összefonódása). Az Egyetértés című lap közli folytatásokban
- Gárdonyi Géza regénye: Dávidkáné
- Rákosi Viktor: Korhadt fakeresztek (novellák)
- Jánosi Béla esztéta, tudománytörténész három kötetből álló egyetemes esztétikatörténete, Az esztétika története (1899–1901) első kötete

## Születések
- január 22. – Sárközi György költő, prózaíró, folyóiratszerkesztő, műfordító († 1945)
- február 3. – Lao Sö kínai sci-fi- és drámaíró († 1966)
- február 23. – Erich Kästner német költő, író, forgatókönyvíró († 1974)
- március 10. – Tamás Aladár költő, író, műfordító, szerkesztő († 1992)
- március 13. – Kodolányi János író, az úgynevezett népi írók kiemelkedő képviselője († 1969)
- április 22. – Vladimir Nabokov orosz származású amerikai író, műfordító, kritikus († 1977)
- június 11. – Kavabata Jaszunari japán író, a 20. századi japán irodalom kiemelkedő személyisége († 1972)
- július 21. – Ernest Hemingway Nobel-díjas (1954) amerikai író († 1961)
- augusztus 24. – Jorge Luis Borges argentin író, költő, irodalomtörténész, filozófus († 1986)
- október 19. – Miguel Ángel Asturias Nobel-díjas (1967) guatemalai regényíró, költő, diplomata († 1974)
- december 16. – Noël Coward angol színműíró, forgatókönyvíró, színész, színházi rendező, zeneszerző († 1973)
- december 18. – Hidas Antal író, költő, műfordító († 1980)

## Halálozások
- november 5. – Péterfy Jenő tanár, irodalomtörténész, esztéta (* 1850)
- november 27. – Guido Gezelle flamand író, költő, római katolikus pap, elsősorban tájköltészete és vallásos lírája révén ismert (* 1830)